# أتسكو مايدا
أتسكو مايدا (باليابانية: 前田敦子) هي مغنية وعارضة وممثلة يابانية، ولدت في 10 يوليو 1991 بايشيكاوا في اليابان.

## أعماله

### أفلام
- قبل أن نختفي (2017)

## وصلات خارجية
- أتسكو مايدا على موقع IMDb (الإنجليزية)
- أتسكو مايدا على موقع ميوزك برينز (الإنجليزية)
- أتسكو مايدا على موقع ديسكوغز (الإنجليزية)
- أتسكو مايدا على موقع قاعدة بيانات الفيلم (الإنجليزية)